# Guerra de l'Estret
La batalla de l'Estret fou una guerra entre la Corona de Castella i la dinastia marínida pel domini d'ambdues ribes de l'estret de Gibraltar.

## Antecedents
La presa de Qúrtuba, Jayyan i Ixbíliya permetia a la Corona de Castella disposar de tres importants bases militars per a la conquesta de l'Emirat de Gharnata, El 1275 el soldà marínida Abu-Yússuf Yaqub ibn Abd-al-Haqq va enviar dos cossos expedicionaris que van creuar l'Estret tot apoderant-se de Tarifa i Algesires i derrotant els castellans a la batalla d'Écija, fet que va iniciar la Guerra de l'Estret. En 1278 les tropes van arribar a les portes de Sevilla i els cristians van haver de demanar una treva, que va durar fins a 1290.
El 21 de setembre de 1292 Tarifa fou conquerida als benimerins després d'un setge pel rei Sanç IV, la qual cosa va significar el trencament del pacte amb Muhàmmad II al-Faqih, ja que no va cedir la plaça al regne nassarita. Alonso Pérez de Guzmán fou nomenat governador. El 1294 els benimerins es van presentar a la ciutat i la van assetjar però el setge va fracassar i va restar cristiana.
En 1329 els granadins havien recuperat la seva aliança amb els marínides, que van refermar la seva posició a Algesires, Ronda i Màlaga. A l'abril les terres de la Procuració General d'Enllà Xixona, esperaven un atac dels 1.000 genets concentrats a Baza i el setembre es temia que o de les cinc galeres i tres llenys que s'havien armat a Vera. A principis de 1330 el Papa Joan XXII tres anys de delmes als reis d'Aragó, Castella i Portugal amb l'obligació de fer almenys una expedició a l'Emirat de Gharnata en la que havien d'acudir personalment.
El 1330, coincidint amb l'atac del Regne de Castella, amb 500 genets del Regne de Portugal a la frontera occidental, que acabà amb la batalla de Teba, es determinà endegar una ràtzia a la frontera murcianoandalusina en el context de la croada contra l'emirat de Gharnata iniciada en 1330: amb la presència d'Alfons XI de Castella al front occidental, les tropes castellanes i valencianes tractaren de causar tots els danys que pogueren a les poblacions de la part oriental, sortint de Llorca.
Amb la treva signada en 19 febrer de 1331 s'acabà la campanya d'Alfons XI de Castella, els granadins van poder concentrar les seves forces, consistents en dos mil cinc-cents homes a cavall i dotze mil a peu, comandats per Abu-l-Nuaym Ridwan ibn Abd Allah a la frontera amb la Corona d'Aragó.

## La guerra
La dinastia marínida projectava reunificar el Magrib, i el segle XIV va veure un progressiu augment de les flotes a mesura que la guerra a l'Estret es feia més aferrissada. Els granadins, amb reforços arribats del Marroc, des de la seva base d'Algesires, prengueren Gibraltar i Xerès. Els granadins, encapçalats per Abu-l-Nuaym Ridwan, amb un exèrcit de cinc mil homes a cavall, quinze mil peons, entre ells cinc mil ballesters, i algunes màquines de guerra que llançaven boles de foc, va entrar en el Regne de València per Oriola i en 18 d'octubre de 1331 s'establí el setge i l'endemà Guardamar fou abatut i pres per complet, morint vint-i-dos dels soldats defensors, i la resta, sent capturats amb la resta de la població.
L'exèrcit d'Abu-l-Nuaym Ridwan prengué 1.500 captius, i uns altres 1.500 moros de la vall d'Elda, forçats o voluntàriament, per marxar amb ells a l'Emirat de Gharnata. Alguns foren autoritzats a retornar en els anys següents. Tement que els granadins tornessin a atacar Oriola o Alacant, el rei va ordenar al portantveus del procurador reial Jofre Gilabert de Cruïlles reunir tots els cavallers i infants del territori a Alacant a finals d'octubre.
El 1332, Ridwan va atacar de nou la frontera i l'abril va posar setge a Elx, que va aixecar després de talar l'horta en saber que Alfons el Benigne s'acostava amb el seu exèrcit. Després de la retirada, els granadins, amb reforços benimerins van assetjar i prendre Gibraltar.
Jofré Gilabert de Cruïlles, el comanador de l'orde de Montesa Xivert Dalmau de Cruïlles, l'adelantat don Joan Manuel i el bisbe de Múrcia acordaren, tots plegats, fer una entrada en terra de moros, la qual eixiria novament de Lorca a finals d'agost de 1333. El 1334 es va signar un tractat de pau entre el Marroc, Granada i Castella, el 1335 Gerba caigué a mans d'Abu-Yahya Abu-Bakr II i el 1336 Pere el Cerimoniós va acceptar prorrogar la pau amb Granada, però la pau no es podia mantenir gaire temps per les ambicions contraposades.
Els marínides prengueren Tilimsen el 1337, i la flota d'Alfons XI de Castella estava a l'Estret de Gibraltar des de la primavera de 1338 i va sol·licitar ajuda a Pere el Cerimoniós per completar la flota de l'Estret, per la que els dos regnes es comprometien a ajudar-se per fer la guerra al Marroc i Granada mentre els marínides van fer el mateix amb els hàfsides.
Jofre Gilabert de Cruïlles va sortir de Barcelona l'1 de juny de 1339 amb quatre galeres, per unir-se a València amb sis galeres més i una galiota que des d'allà van posar rumb a l'Estret, derrotant una força naval de tretze galeres marroquines i una genovesa a la batalla naval de Ceuta, Els marínides van creuar l'Estret de Gibraltar sota la direcció d'Abu-l-Hàssan Alí i intentaren recuperar Tarifa el 1340. Llavors la flota catalana va derrotar a la marínida a la batalla del riu Palmones, el rei del Marroc fugí vers Algesires, des d'on retornà al seu regne, i el de l'Emirat de Gharnata passà a Marbella i després a la seva capital i els catalans sota la direcció de Jordi Gilabert de Cruilles van fer un atac a Algesires. A Tarifa els castellans amb ajut de les forces de la Corona d'Aragó (que van desbloquejar la ciutat per mar) i portuguesos (el rei Alfons IV de Portugal era cunyat d'Alfons XI de Castella), van enfrontar-se a la batalla del riu Salado (30 d'octubre) que fou una greu derrota dels magrebins.

## Conseqüències
La presa d'Algesires tancà la Guerra de l'Estret i suposà un pas decisiu en la Guerra de Granada, al dotar al Regne de Castella del principal port de la costa nord de l'Estret de Gibraltar i la ciutat seria a partir de llavors la base principal d'actuació dels exèrcits cristians.